# Lisa Tomblin
Lisa Tomblin é uma maquiadora britânica. Como reconhecimento, foi nomeado ao Oscar 2012 na categoria de Melhor Maquiagem por Harry Potter and the Deathly Hallows – Part 2.